# Tả Lủng, Đồng Văn
Tả Lủng là một xã thuộc huyện Đồng Văn, tỉnh Hà Giang, Việt Nam.

## Địa lý
Xã Tả Lủng cách trung tâm huyện 5 km về phía nam, có vị trí địa lý:
- Phía đông, nam giáp huyện Mèo Vạc
- Phía tây giáp xã Tả Phìn
- Phía bắc giáp thị trấn Đồng Văn.

Xã Tả Lủng có diện tích 28,67 km², dân số năm 2019 là 3.667 người, mật độ dân cư đạt 128 người/km².

## Hành chính
Xã Tả Lủng được chia thành 13 thôn: Chín Chúa Lủng, Đợ Súng, Hà Đề A, Hà Đề B, Há Súng, Sà Lủng, Sảng Mang Sao, Khó Thông, Há Chùa Lả, Chua Só, Đề Lía, Đề Đay, Súng Lủng.

## Lịch sử
Ngày 5 tháng 7 năm 1961, Hội đồng Chính phủ ban hành Quyết định số 91-CP về việc thành lập xã Tả Lủng trên cơ sở một phần diện tích và dân số của xã Sà Phìn.